# Montero
Montero (стилизовано под маюскул) — дебютный студийный альбом американского рэпера Lil Nas X, вышедший 17 сентября 2021 года на лейбле Columbia Records. Продюсировали альбом Omer Fedi, Roy Lenzo, Take a Daytrip и Канье Уэст. В записи участвовали Doja Cat, Майли Сайрус, Элтон Джон, Megan Thee Stallion.

## История
В августе 2019 года Lil Nas X рассказал, что работает над своим первым полноформатным альбомом, отметив, что он будет более личным, чем предшествующий EP 7. 26 марта 2021 года, после выпуска трека «Montero (Call Me by Your Name)», Lil Nas X объявил название альбома — Montero — в Твиттере вместе с датой выпуска. 29 июня на его YouTube-канале был опубликован трейлер к альбому. Вдохновленный вводными эпизодами фильмов Marvel Studios, он включает в себя различные клипы из музыкальных видео его синглов. Дата выхода альбома была объявлена в другом видео-тизере, загруженном на YouTube 26 августа. Видео, являющееся продолжением музыкального клипа на один из синглов «Industry Baby», включает превью другой песни из альбома. Треклист был объявлен 1 сентября. Наряду с анонсом, было подтверждено сотрудничество с Doja Cat, Элтоном Джоном, Megan Thee Stallion и Майли Сайрус на песнях альбома.
Montero вышел 17 сентября 2021 года на лейбле Columbia Records.

## Продвижение
23 августа 2021 года было объявлено о партнерстве с сетью ресторанов быстрого питания Taco Bell для продвижения альбома, при этом Lil Nas X играет роль в «нововведениях в меню».

## Композиция
Montero описывается как поп-рэп как в The Guardian так и в Pitchfork. Основанный в первую очередь на хип-хопе и поп-музыке, альбом также включает трэп-биты и искаженный хард-рок, а также элементы из R&B 2000-х и стадионных баллад.

## Отзывы
| Совокупная оценка    | Совокупная оценка |
| Источник             | Оценка            |
| -------------------- | ----------------- |
| AnyDecentMusic?      | 7.8/10            |
| Metacritic           | 85/100            |
| Оценки критиков      |                   |
| Источник             | Оценка            |
| Clash                | 9/10              |
| Entertainment Weekly | A−                |
| Evening Standard     | [ 16 ]            |
| Exclaim!             | [ 17 ]            |
| The Guardian         | [ 1 ]             |
| The Independent      | [ 18 ]            |
| The Line of Best Fit | 10/10             |
| NME                  | [ 20 ]            |
| Pitchfork            | 7.1/10            |
| Rolling Stone        | [ 21 ]            |
| AllMusic             | [ 22 ]            |

Альбом получил положительные отзывы музыкальной критики и интернет-изданий. Он получил 85 из 100 баллов на интернет-агрегаторе Metacritic.
Павел Яблонский из издания The Village похвалил исполнителя: «На своём дебюте-блокбастере он не только не растерял себя, но и обозначил совершенно новую планку того, как могут сосуществовать поп и хип-хоп». Рецензент отметил, что альбом «со всех сторон пропитан эмоциями абсолютно любого спектра».
Рецензируя альбом для AllMusic, Нил З. Юнг назвал его «глотком свежего воздуха» и «одной из тех мгновенных классик, в которой столько же запоминающихся джемов, сколько и интроспективных размышлений». Завершая четырехзвездочную рецензию для Evening Standard, Дэвид Смит заявил: «От вязкого поп-рэпа на „Scoop“ до мучительного рока на „Life After Salem“, он делает все это, причем вопреки шансам, доказывая, что у него впереди долгая яркая карьера». В журнале Clash Лавия Томас высоко оценила альбом, назвав его «одним из самых смелых, захватывающих и честных поп-заявлений 2021 года».
Эль Хант из NME был одним из немногих рецензентов, кто высказал более критическое мнение об альбоме, заявив, что «без визуальных эффектов, добавляющих заведомое подмигивание и расцвет поп-абсурда, он иногда оседает в удобном груве из трэповых ударных битов, угрюмых инструменталов, электрогитар в духе Фрэнка Оушена и ударных духовых». Китти Эмпайр из The Observer также была настроена критически, заявив, что, по ее мнению, Lil Nas X «прибегает к жанровым клише мейнстрима, а не разрушает условности, как он это сделал на „Old Town Road“». Рецензируя в своей колонке «Consumer Guide», издаваемой Substack, Роберт Кристгау дал Монтеро трехзвездочное почетное упоминание и назвал «Tales of Dominica», «Sun Goes Down» и «Scoop» основными моментами, а также подвел итог релиза как «флюковый кантри-рэп мейстерхитмен поет достаточно песенный гей-поп-альбом для бизнеса, который еще не создал достаточно таких».
В июне 2022 года Rolling Stone поместил Montero на 151 место в списке 200 величайших рэп-альбомов всех времен.

### Итоговые годовые списки
| Публикация           | Список                       | Ранг | Ссылка |
| -------------------- | ---------------------------- | ---- | ------ |
| BBC                  | 10 лучших альбомов 2021 года | N/A  | [ 27 ] |
| Billboard            | 50 лучших альбомов 2021 года | 3    | [ 28 ] |
| Entertainment Weekly | 10 лучших альбомов 2021 года | 8    | [ 29 ] |
| The Guardian         | 50 лучших альбомов 2021 года | 14   | [ 30 ] |
| The Independent      | 40 лучших альбомов 2021 года | 6    | [ 31 ] |
| Los Angeles Times    | 10 лучших альбомов 2021 года | 4    | [ 32 ] |
| NME                  | 50 лучших альбомов 2021 года | 20   | [ 33 ] |
| Rolling Stone        | 50 лучших альбомов 2021 года | 6    | [ 34 ] |

## Список композиций
| №                   | Название                                             | Автор(ы)                                                                               | Продюсер(ы)                    | Длительность |
| ------------------- | ---------------------------------------------------- | -------------------------------------------------------------------------------------- | ------------------------------ | ------------ |
| 1.                  | «Montero (Call Me by Your Name)»                     | Montero Hill Denzel Baptiste David Biral Omer Fedi Roy Lenzo                           | Take a Daytrip Fedi Lenzo      | 2:18         |
| 2.                  | «Dead Right Now»                                     | Hill Baptiste Biral Jasper Harris Thomas Levesque                                      | Take a Daytrip Harris Levesque | 3:41         |
| 3.                  | «Industry Baby» (совместно с Джеком Харлоу)          | Hill Jackman Harlow Mark Williams Raul Cubina Lenzo Baptiste Biral Канье Уэст Nick Lee | Take a Daytrip West Lee        | 3:32         |
| 4.                  | «Thats What I Want»                                  | Hill Fedi Blake Slatkin Ryan Tedder Keegan Bach                                        | Fedi Slatkin Tedder KBeaZy     | 2:23         |
| 5.                  | «The Art of Realization»                             | Hill Baptiste Biral Lenzo                                                              | Take a Daytrip Lenzo           | 0:24         |
| 6.                  | «Scoop» (при участии Doja Cat)                       | Hill Amala Dlamini Baptiste Biral Lenzo                                                | Take a Daytrip Lenzo Fedi      | 2:54         |
| 7.                  | «One of Me» (при участии Элтона Джона)               | Hill Ilsey Juber Jasper Sheff John Cunningham John                                     | Джон Каннингем Sheff John      | 2:42         |
| 8.                  | «Lost in the Citadel»                                | Hill Каннингем                                                                         | Каннингем                      | 2:50         |
| 9.                  | «Dolla Sign Slime» (при участии Megan Thee Stallion) | Hill Megan Pete Baptiste Biral Lee                                                     | Take a Daytrip Lee             | 2:25         |
| 10.                 | «Tales of Dominica»                                  | Hill Baptiste Biral Fedi Lenzo                                                         | Take a Daytrip Fedi            | 2:26         |
| 11.                 | «Sun Goes Down»                                      | Hill Baptiste Biral Fedi Lenzo Michael Olmo Bach Slatkin Andrew Luce                   | Take a Daytrip Fedi Lenzo      | 2:48         |
| 12.                 | «Void»                                               | Hill Каннингем Carter Lang                                                             | Каннингем Lang                 | 4:08         |
| 13.                 | «Dont Want It»                                       | Hill Baptiste Biral Nicholas Mira Dorien Theus                                         | Take a Daytrip Nick Mira DT    | 2:12         |
| 14.                 | «Life After Salem»                                   | Hill Cunningham Sheff Lang                                                             | Каннингем Sheff Lang           | 3:31         |
| 15.                 | «Am I Dreaming» (при участии Майли Сайрус)           | Hill Cyrus Baptiste Biral Fedi William Ward Vincent Goodyer                            | Take a Daytrip Fedi            | 3:03         |
| Общая длительность: | Общая длительность:                                  | Общая длительность:                                                                    | Общая длительность:            | 41:17        |

## Чарты
| Чарт (2021)                         | Высшая позиция |
| ----------------------------------- | -------------- |
| Австралия (ARIA)                    | 1              |
| Австрия (Ö3 Austria)                | 2              |
| Бельгия/Фландрия (Ultratop)         | 3              |
| Бельгия/Валлония (Ultratop)         | 6              |
| Канада (Canadian Albums Chart)      | 2              |
| Чехия (ČNS IFPI)                    | 3              |
| Дания (Hitlisten)                   | 1              |
| Нидерланды (Album Top 100)          | 3              |
| Финляндия (Suomen virallinen lista) | 2              |
| Франция (SNEP)                      | 6              |
| Германия (Offizielle Top 100)       | 13             |
| Ирландия (Irish Albums Chart)       | 1              |
| Италия (FIMI)                       | 9              |
| Литва (AGATA)                       | 2              |
| Новая Зеландия (RMNZ)               | 1              |
| Норвегия (VG-lista)                 | 1              |
| Испания (PROMUSICAE)                | 2              |
| Швеция (Sverigetopplistan)          | 1              |
| Швейцария (Schweizer Hitparade)     | 6              |
| Великобритания (UK Albums Chart)    | 2              |
| США (Billboard 200)                 | 2              |

## Сертификации
| Регион | Сертификация  | Продажи   |
| --- | ------------- | --------- |
| Австралия (ARIA) | Золотой       | 35 000    |
| Бельгия (BEA) | 2× Платиновый | 40 000    |
| Бразилия (ABPD) | Бриллиантовый | 160 000   |
| Канада (Music Canada) | 2× Платиновый | 160 000   |
| Дания (IFPI Danmark) | Платиновый    | 20 000    |
| Франция (SNEP) | Платиновый    | 100 000   |
| Италия (FIMI) | Золотой       | 25 000    |
| Новая Зеландия (RMNZ) | Платиновый    | 15 000    |
| Норвегия (IFPI Norway) | Платиновый    | 20 000*   |
| Польша (ZPAV) | 2× Платиновый | 40 000    |
| Португалия (AFP) | Золотой       | 3500      |
| Сингапур (RIAS) | Золотой       | 5000*     |
| Швеция (GLF) | Платиновый    | 30 000    |
| Швейцария (IFPI Switzerland) | Платиновый    | 20 000    |
| Великобритания (BPI) | Золотой       | 100 000   |
| США (RIAA) | Платиновый    | 1 000 000 |
| * Данные о продажах приведены только на основе сертификации. · Данные о продажах + прослушиваниях приведены только на основе сертификации. |               |           |

## История релиза
| Регион | Дата             | Формат                     | Лейбл    | Ссылки |
| ------ | ---------------- | -------------------------- | -------- | ------ |
| Мир    | 17 сентября 2021 | Цифровые загрузки стриминг | Columbia | [ 2 ]  |